# Brighten
Brighten — третій студійний альбом американського гітариста Джеррі Кантрелла, що вийшов 2021 року.

## Про альбом
Автором платівки став американський гітарист та співак, співзасновник гурту Alice in Chains Джеррі Кантрелл. Свої перші сольні альбоми він випустив наприкінці 1990-х — на початку 2000-х років, під час неактивності основного гурту. Brighten став першою сольною роботою музиканта за майже 20 років, з 2002 року.
Продюсером альбому став Тайлер Бейтс. Платівка містить дев'ять композицій, записаних протягом 2020 року за участі відомих музикантів, серед яких бас-гітарист Guns N' Roses Дафф Маккаган та співак Dillinger Escape Plan Грег Пучіато. Альбом відносили до жанрів американа, постграндж та хардрок. В композиції «Atone» відчувався вплив блюзу, в «Brighten» та «Dismembered» — сатерн-року, а «Prism of Doubt» та «Siren Song» — класичного року.
На сайті AllMusic альбом оцінили на 4 зірки з 5: «Впевнений, заглиблений у себе, пробачливий, але вражаючий у всіх необхідних місцях, це не просто чудовий альбом за стандартами Кантрелла; це чудовий запис, крапка».

## Список пісень
Назви пісень та їхня тривалість наведені згідно з музичним стрімінг-сервісом Spotify.
| #  | Назва                        | Тривалість |
| -- | ---------------------------- | ---------- |
| 1. | «Atone»                      | 4:13       |
| 2. | «Brighten»                   | 4:45       |
| 3. | «Prism of Doubt»             | 3:52       |
| 4. | «Black Hearts and Evil Done» | 6:02       |
| 5. | «Siren Song»                 | 5:00       |
| 6. | «Had to Know»                | 5:02       |
| 7. | «Nobody Breaks You»          | 5:03       |
| 8. | «Dismembered»                | 4:51       |
| 9. | «Goodbye»                    | 1:54       |